# Canta por Mim
Canta por Mim é uma canção interpretada por Catarina Pereira, e foi composta exclusivamente para concorrer ao Festival RTP da Canção 2010 e representar Portugal no Festival Eurovisão da Canção 2010. A música foi anúnciada a 20 de Janeiro de 2010 como uma das trinta participantes na votação online da selecção portuguesa. Ficou no sétimo lugar na votação online, conseguindo alcançar a segunda semi-final do certame, a ocorrer no Campo Pequeno, dia 4 de Março. É apontada como a grande favorita à vitória.